# Marcelo Balboa
Marcelo Balboa (Chicago, Illinois, 1967. augusztus 8. –) amerikai válogatott labdarúgó.

## Pályafutása

### Klubcsapatban
Chicagóban született Illinois államban argentin származású családban, de gyerekkorát Kaliforniában töltötte. Édesapja Luis Balboa profi labdarúgó volt Argentínában és a Chicago Mustangs csapatánál dolgozott. Futballozni középiskolás korában kezdett. 1986-ban a Cerritos Főiskolára nyert felvételt, ahol két évig játszott két évvel később a San Diegó-i Egyetem csapatában (San Diego State Aztecs) folytatta a pályafutását. 1988-ban beválogatták az év egyetemi All-Star csapatába.
1987 és 1989 között amatőr szinten a San Diego Nomads játékosa volt. 1988-ban megválasztották a nyugati labdarúgó-bajnokság (Western Soccer League) legértékesebb játékosának. Profi pályafutása 1990-ben kezdődött a San Francisco Bay Blackhawks csapatánál ahol két évig játszott. 1992-ben a Colorado Foxes együttesében szerepelt.
1994-ben és 1995-ben a mexikói első osztályban szereplő Club Leónt erősítette, majd 1996-ban visszatért az Egyesült Államokba az újonnan induló MLS-be. A Colorado Rapids színeiben hat szezont játszott. 2002-ben a MetroStars szerződtette, de sérülés miatt mindössze 5 percet játszott a szezonban és az idény végén befejezte a pályafutását.

### A válogatottban
1988 és 2000 között 127 alkalommal szerepelt az Egyesült Államok válogatottjában és 13 gólt szerzett. 1988 január 10-én egy Guatemala elleni mérkőzésen mutatkozott be a nemzeti csapatban. Részt vett az 1990-es és a hazai rendezésű 1994-es világbajnokságon. 1992-ben és 1994-ben megválasztották az év amerikai labdarúgójának. 1998-ban Tab Ramos és Eric Wynalda mellett a harmadik amerikai labdarúgó volt, aki három világbajnokságon is képviselte a hazáját.
Tagja volt az 1991-es CONCACAF-aranykupán aranyérmes válogatott keretének is. Továbbá részt vett az 1992-es és az 1999-es konföderációs kupán, az 1995-ös Copa Américán, illetve az 1996-os és az 1998-as CONCACAF-aranykupán.
2000. január 16-án Irán ellen játszotta az utolsó mérkőzését a válogatottban.
Balboa az első amerikai labdarúgó, akinek sikerült elérnie a 100. válogatottságot.

## Sikerei
Egyesült Államok
- CONCACAF-aranykupa győztes (1): 1991
- Konföderációs kupa bronzérmes (2): 1992, 1999

Egyéni
- Az év amerikai labdarúgója (2): 1992, 1994